# Lista de bairros de Sabará
Está é uma lista de bairros de Sabará.
- Adelmolandia
- Água Férrea[1]
- Alto do Cabral[1]
- Alto do Fidalgo[1]
- Alto São Francisco
- Alvorada
- Ana Lúcia
- Arraial Velho
- Borba Gato
- Borges
- Centro
- Conjunto São José
- Córrego Ilha
- Distrito Industrial Simão Cunha
- Esplanada
- Fogo Apagou
- Francisco Moura
- General Carneiro
- Galego
- Itacolomi
- Mangabeiras
- Marzagão
- Morada Serra
- Morro da Cruz
- Nações Unidas
- Nossa Senhora de Fátima
- Novo Alvorada
- Paciência
- Padre Chiquinho
- Pompeu
- Praia Bandeirantes
- Rio Negro
- Roça Grande
- Rosário I
- Santana
- Santo Antônio
- São José
- Siderúrgica
- Terra Santa
- Vila Bom Retiro
- Vila Coqueiros
- Vila Esperança
- Vila Eugênio Rossi
- Vila Mangueiras
- Vila Nova Vista
- Vila Rica
- Vila Santa Cruz
- Vila Santa Rita
- Vila Santo Antônio